# Sant Pere de Muller
Sant Pere de Muller és una església de Muller, al municipi dels Plans de Sió (Segarra), inclosa a l'Inventari del Patrimoni Arquitectònic de Catalunya.

## Descripció
Capella situada a l'entrada del poble, d'una sola nau, amb coberta a dues aigües i realitzada amb carreus de considerables dimensions, ben escairats però irregulars, i disposats en filades amb tendència a la uniformitat. A la façana principal, orientada a ponent i reformada tardanament, apareix la porta d'entrada formada per un arc rebaixat i adovellat, amb la dovella central decorada per una gran voluta. Per sobre de la porta principal trobem una petita rosassa tancada per una creu de ferro forjat. Al capdamunt apareix un campanar d'espadanya de dos ulls i coronat per petits pinacles. A la resta de les façanes no hi ha cap més finestra, tret d'una petita obertura quadrangular que il·lumina la sagristia el cantó sud.

## Història
Aquesta església fou una sufragània de la parròquia de Sant Bartomeu d'Hostafrancs.